# Stasimopus schoenlandi
Stasimopus schoenlandi là một loài nhện trong họ Ctenizidae. S. schoenlandi được miêu tả năm 1900 bởi Mary Agard Pocock.